# Spilogona semiargentata
Spilogona semiargentata este o specie de muște din genul Spilogona, familia Muscidae, descrisă de Villeneuve în anul 1916. Conform Catalogue of Life specia Spilogona semiargentata nu are subspecii cunoscute.